# Apiocera brevicornis
Apiocera brevicornis is een vliegensoort uit de familie Apioceridae. De wetenschappelijke naam van de soort is, geplaatst in het geslacht Laphria, voor het eerst geldig gepubliceerd in 1830 door Wiedemann.
De soort komt voor in Australië (New South Wales en Queensland).